# Tannishtha Chatterjee
Tannishtha Chatterjee (Pune, 23 november 1980) is een Indiaas actrice.

## Biografie
Tannishtha Chatterjee werd in 1980 geboren in Pune, Maharashtra in een Bengaalse Hindoe-familie. Haar vader was een zakenman en haar moeder een professor in de politieke wetenschappen. Haar familie reisde en woonde in het buitenland voor enige tijd alvorens zich te vestigen in Delhi. Chatterjee studeerde scheikunde aan de Universiteit van Delhi en volgde daarna studies aan de "Nationale school voor drama". Na haar studies werkte ze zowel in India als Europa voor bekende regisseurs. Ze brak door met haar rol in Britse dramafilm Brick Lane waarvoor ze werd genomineerd als beste actrice op de British Independent Film Awards 2007.

## Filmografie
- Lion (2016)
- Unindian (2015)
- Gour Hari Dastaan (2015)
- Angry Indian Goddesses (2015)
- Parched (2015)
- RoughBook (2015)
- Feast of Varanasi (2015)
- I Love New Year (2015)
- Chauranga (2014)
- Sunrise (2014)
- Bhopal: Prayer for Rain (2013)
- Siddharth (2013)
- Monsoon Shootout (2013)
- Gulaab Gang (2013)
- Dekh Indian Circus (2013)
- Anna Karenina (2012)
- Jalpari: The Desert Mermaid (2012)
- Jal (2012)
- Road, Movie (2010)
- Bombay Summer (2009)
- Barah Aana (2009)
- White Elephant (2008)
- Brick Lane (2007)
- Strings (2006)
- Bibar (2006)
- Divorce (2005)
- Shadows of Time (2005)
- Hava Aney Dey (2004)
- Bas Yunhi (2004)
- Swaraaj (2003)